# جورجيو ناردون
جورجيو ناردون (بالإيطالية: Giorgio Nardone)‏ هو معالج نفسي وكاتب وعالم نفس إيطالي، ولد في 13 سبتمبر 1958 في أريتسو في إيطاليا.